# Кашабеги
Кашабе́ги (рос. Кашабеги) — присілок в Зав'яловському районі Удмуртії, Росія.
Населення — 10 осіб (2010; 2 в 2002).
Національний склад станом на 2002 рік:
- удмурти — 50 %
- українці — 50 %